# Радучи (деревня)
Ра́дучи (бел. Радучы) — деревня в составе Радомльского сельсовета Чаусского района Могилёвской области Республики Беларусь.

## Население
- 2010 год — 11 человек